# Cornudella de Baliera
Cornudella de Baliera (Cornudella de Valira en catalán ribagorzano) se encuentra dentro del municipio español de Arén, en la Ribagorza, provincia de Huesca, Aragón. Este lugar no se trata de una localidad sino de un conjunto de pequeñas aldeas agrupadas, tomando su nombre del castillo de Cornudella. Quedó casi despoblado en 1991, ya que aun siguen viviendo algunas familias.

## Toponimia
En 1056 se escribía como Cornutella, probablemente latinizado. En el fogaje de 1405 aparece Val de Cornilla y es fácil que se refieran a Cornudella y lugares de alrededor.

## Historia
Antes el municipio de Cornudella lo formaban algunas aldeas que tomaban su nombre del castillo de Cornudella. Estas son: L'Hostalet, Iscles, Puimolar, Rivera de Vall, San Martín, El Sas, Soperún, Suerri, Tresserra y Vilaplana. Se adhirió posteriormente al municipio de Arén en 1965.

## Geografía humana

### Demografía
| Gráfica de evolución demográfica de Cornudella entre 1842 y 1960 |
| |
| Población de derecho según los censos de población del INE Población de hecho según los censos de población del INEEn estos censos se denominaba Cornudella de Baliera: 1920, 1930, 1940, 1950 y 1960 Entre el censo de 1857 y el anterior, crece el término del municipio porque incorpora a 225249 (Soperún) Entre el censo de 1970 y el anterior, este municipio desaparece porque se integra en el municipio 22035 (Arén) |